# Dia (GNOME)
| Dia       |
| --------- |
| Dia ícone |
|           |

Dia é uma aplicação gratuita/freeware para desenho de diagramas, originalmente desenvolvido por Alexander Larsson para o ambiente de desktop GNOME, sob licença GPL.
Sua interface é similar ao Microsoft Visio e permite a criação de diversos tipos de diagrama, a exportação para vários formatos, além da combinação de objetos para a elaboração de diagramas personalizados.